# 無 (專輯)
《無》是香港無伴奏合唱組合 SENZA A Cappella （成員包括 Miri Leung, Peace Lo, 符家浚, Dennis Tsui, King Lam）的第二個專輯，於2024年1月27日麥花臣場館開始售賣該專輯的光碟，於2024年3月28日把專輯的歌曲發佈於各大音樂平台。專輯一共收錄10首單曲，單曲全是用無伴奏合唱組曲，以廣東話的語言歌唱，專輯故事與所屬演唱會《無》的故事息息相關，都是講述生命和宇宙的循環。

## 背景與發行
SENZA A Cappella 完成第一張專輯《Circle of Fifths》後，便在2022年開始構思並製作第二個專輯，當中<留聲>為第一首收錄於該專輯的歌。
SENZA A Cappella 成員決定在這專輯踴躍參與曲詞部分，因為這樣做更能表達自己心中渴望的效果或想法，可以更加確切地將他們的想法透過音樂傳遞出來
SENZA A Cappella 於2024年1月27日麥花臣場館開始售賣該專輯的光碟，於2024年3月28日把專輯的歌曲發佈於各大音樂平台。
專輯的名字的來源其一為無伴奏合唱的特色，SENZA A Cappella 想藉該演唱會表示人聲並不代表有限制。另一原因為探討關於專輯的故事的問題，有成員認為人誕生時本來「無」一物，以有限時間走過世間種種，最後再歸於「無」；亦有成員認為雖然最終一無所有，誕生的時候身無長物，離開的時候甚麼也帶不走。但在人世經歷過的善惡美醜卻是實實在在的存在過，過程卻擁有創造無限的一切所需。兩個想法與演唱會和專輯的標題相符。

## 音樂與歌詞
專輯的故事是關於宇宙和生命的循環裡當中會發生的一切事情：以<留聲>開始講述當世界一無所有時，人聲就是傳達信息的最佳介質，後來講述人的一生會發生的事情，例如愛、混沌、紛亂、懷念等，最後以世界和生命結束作專輯的尾部。故事不斷輪迴，成為該專輯的特色之一。
專輯一共收錄10首單曲：五首曾派台的歌曲（留聲、一小節人生、群魔亂舞、百鬼夜行、一小節人生All in One Version），五首全新的歌曲。（Step Up、其實我想講你知、雙面工程、盛夏之後、迴），當中盛夏之後於同年9月16日派台作為成員Dennis Tsui的告別作。
<留聲> 講述當世界一無所有時，人聲就是傳達信息的最佳介質，人本身就是最實在的載體，透過人與人之間的溝通、透過人聲將故事傳承落去，表達著故事的原點。
<一小節人生> 講述宇宙萬物並行而不相悖，人生所經歷的東西有開心和不開心，體現出宇宙規律的和諧。逆境有時、順境有時，在小小的一小節樂譜裏就能體現出來。該歌的唱法、編曲和表達的情感都百味交集，歌曲由黑暗變到光明，能為聽者帶來被承托的溫暖感覺。SENZA A Cappella 希望各成員都能參與主音部分以表達這首歌能套用於不同人的故事。該歌沒有MV影片，但只有LV影片。由於曾唱過A Cappella的陳詠謙製造的歌詞能足以觸動並感動到 SENZA A Cappella 各成員，令他們想起唱A Cappella的經歷，於是尋找不同的香港A Cappella團體合作製造<一小節人生 All in One Version>。
<Step Up> 可以作為該專輯和演唱會的過場音樂，亦可以解作人生最開心的時刻，唱法都比較開心、激烈和興奮。該歌是唯一沒有歌詞的曲目，亦曾有另一個名字 <Step Out>。
<其實我想講你知> 講述人的性愛，符家浚想指出性愛是人的必經階段，不需要羞恥。而放諸於這個專輯裡，該歌的意思是想講及人的一生一定會出現的行為。該歌運用了奇特、悠閒和疑惑的方式編寫。
<雙面工程> 講述現實生活中的雙面人：也就是外在顯示的感覺與內在真正的感覺不一，人前人後有著截然不同的面向。每個人都試過成為雙面人，但成不成為雙面人的選擇卻成為了人內在的壓抑，此歌的其中一個原意是希望每個人的外與內在感覺統一，不需要造成壓抑的感覺。而放諸於這個專輯裡，能解釋為人開始發現世界並非理想，而產生了負面的感覺。Peace Lo亦指出該曲目能作為<群魔亂舞>和<百鬼夜行>的導火線，是人質疑世界和建立了黑暗的想法的開始。歌曲的唱法十分激烈，表達到掙扎的感覺。
<群魔亂舞> 講述世界外在的混亂，世界的紛亂、疫症、戰禍頻生，但我們只能從新聞得知卻甚麼都做不到，於是Peace Lo製作了此歌去諷刺人性的醜惡帶來的禍害。唱法帶點兇和惡的感覺去唱，表達人性的醜惡和世界的混亂。放諸於這個專輯裡，可以被解說為世界末日的元兇。
<百鬼夜行> 講述世界內在的人的本性，是<群魔亂舞>的導火線和下集。人的內心壓抑使人的本性開始變得醜陋和壞，甚至失去本性而自私地「貪嗔癡」。當人面對一些關口，到底是讓心中的鬼作亂，隨百鬼之流，還是釋出善意去化解，謹守普世價值呢？每個人自己的修維，選擇永遠在於自己。
<盛夏之後> 講述人生經過了最燦爛的時刻後再回望的感情。感情因人而異：有些人會因此感到開心有該燦爛的時刻，亦有人會因此感到不快，非常掛念該時刻。但無論如何，回望過去都是十分美好。歌曲運用了百味交集的感覺去唱，以給聽者不同的感受。由於成員Dennis Tsui將退團，SENZA決定把該歌於同年9月16日派台，作為Dennis Tsui的告別作，有著回望SENZA過去開心與不開心的歷史。
<一小節人生 All in One Version> 的解讀與 <一小節人生> 大同小異，但此歌於該專輯的尾部可以解讀為一生的終結和綜合，即使所有美好的東西都會完結，但也盼望這一刻都可以是美好的。這歌除了邀請了大量A Cappella隊伍一起歌唱之外，亦邀請某些隊伍進行某段落的編曲，例如AMX、半肥瘦、Saliva Music 和 VSing。Peace Lo在最後也製造了大合唱的時刻，令整首歌充滿力量。
<迴> 講述生命的結束和新生命的開始。歌曲大概講述在臨終前或終後再回望和擁抱之前所做的「貪嗔癡」、經歷過的燦爛時刻和跌碰後又奮鬥的經驗，最終把它們全部鬆手並離開世界，結束完整的生命，然後輪迴到下一個生命重新經歷這些人生時刻。該曲目雖然有歌詞，但實以念的方式去表達其。曲目最後以一個呼吸聲終結，表示下一個生命的開始。作曲方面的想法是想為一些已安息或剛開始人生的人表達信息，即使不懂文字，也能透過聲音和音樂表達情感，呼應<留聲>。

## 曲目列表[1]
| 曲序 | 曲目                                                         | 作詞       | 作曲                  | 編曲                                                 | 監製   |
| ---- | ------------------------------------------------------------ | ---------- | --------------------- | ---------------------------------------------------- | ------ |
| 1st  | 留聲                                                         | Oscar Lee  | 符家浚                | Peace Lo                                             | SENZA  |
| 2nd  | 一小節人生                                                   | 陳詠謙     | Peace Lo, Dennis Tsui | Moses Chan                                           | SENZA  |
| 3rd  | Step Up                                                      |            | King Lam              | Peace Lo, King Lam                                   | SENZA  |
| 4th  | 其實我想講你知 (Feat. Cousin Fung)                           | 周耀輝     | 符家浚                | Peace Lo, Cousin Fung                                | SENZA  |
| 5th  | 雙面工程                                                     | Tim Lui    | 符家浚                | Peace Lo                                             | SENZA  |
| 6th  | 群魔亂舞                                                     | 小克       | Peace Lo              | Peace Lo                                             | 王雙駿 |
| 7th  | 百鬼夜行                                                     | 符家浚     | Peace Lo              | Peace Lo                                             | SENZA  |
| 8th  | 盛夏之後                                                     | Miri Leung | 吳林峰                | Peace Lo                                             | SENZA  |
| 9th  | 一小節人生 All in One版本 (Feat. Hong Kong A Cappella Teams) | 陳詠謙     | Peace Lo, Dennis Tsui | AMX、半肥瘦、Moses Chan、 Saliva Music、SENZA、VSing | SENZA  |
| 10th | 迴                                                           | 周耀輝     | Miri Leung            | Miri Leung                                           | SENZA  |

## 專輯派台歌曲成績
| 派台歌曲成績（五台）      | 派台歌曲成績（五台） | 派台歌曲成績（五台） | 派台歌曲成績（五台） | 派台歌曲成績（五台） | 派台歌曲成績（五台） | 派台歌曲成績（五台）   |
| ------------------------- | -------------------- | -------------------- | -------------------- | -------------------- | -------------------- | ---------------------- |
| 曲目                      | 903                  | RTHK                 | 997                  | TVB                  | ViuTV                | 備註                   |
| 2022年                    |                      |                      |                      |                      |                      |                        |
| 留聲                      | -                    | -                    | -                    | ×                    | 5                    | -                      |
| 群魔亂舞                  | 18                   | -                    | -                    | ×                    | -                    | -                      |
| 2023年                    |                      |                      |                      |                      |                      |                        |
| 百鬼夜行                  | -                    | -                    | -                    | ×                    | -                    | -                      |
| 一小節人生                | -                    | -                    | -                    | ×                    | -                    | 翌年All in One版本上榜 |
| 2024年                    |                      |                      |                      |                      |                      |                        |
| 一小節人生 All in One版本 | 12                   | -                    | -                    | ×                    | -                    | -                      |
| 盛夏之後                  | -                    | -                    | -                    | ×                    | 5                    | -                      |

| 各台冠軍歌總數 | 各台冠軍歌總數 | 各台冠軍歌總數 | 各台冠軍歌總數 | 各台冠軍歌總數 | 各台冠軍歌總數 | 各台冠軍歌總數    |
| -------------- | -------------- | -------------- | -------------- | -------------- | -------------- | ----------------- |
| 五台a          | 903            | RTHK           | 997            | TVB            | ViuTV          | 備註              |
| 五台a          | 0              | 0              | 0              | 0              | 0              | 五台冠軍歌總數：0 |

- （*）上榜中
- （-）未能上榜
- （×）沒有派往該台
- （(1)）兩週冠軍
- ^  注解a：2020年起

## 外部連結
- YouTube上的《無》 （页面存档备份，存于）
- Spotify上的《無》
- Kkbox上的《無》